# Telemeniella elaeicola
Telemeniella elaeicola är en svampart som beskrevs av Bat. 1955. Telemeniella elaeicola ingår i släktet Telemeniella och familjen Phyllachoraceae.   Inga underarter finns listade i Catalogue of Life.